# 钼酸铋
钼酸铋是一种黄白色无机化合物，化学式为Bi2(MoO4)3。其熔点643℃，相对密度6.0715。易溶于酸，不溶于水。
钼酸铋是一种优秀的光催化剂。